# Nestor Aspgren
Johan Oscar Nestor Aspgren, född den 27 mars 1847 i Mattmars socken, Jämtlands län, död den 24 juli 1922 i Umeå, var en svensk militär. Han var svärfar till Gustaf von Essen och morfar till Carl-Gustaf von Essen.
Aspgren blev underlöjtnant vid Jämtlands fältjägarkår 1873, löjtnant där 1875, kapten där 1887 och major där 1895. Han befordrades till överstelöjtnant vid Västerbottens regemente 1898. Aspgren var överste och chef för sistnämnda regemente 1902–1907. Han blev överste i VI. arméfördelningens reservbefäl 1907. Aspgren blev riddare av Svärdsorden 1895, kommendör av andra klassen av samma orden 1904 och kommendör av första klassen 1909.